# Oy (lettre)
 (février 2024).
La lettre oy (capitale ) est une lettre de l'alphabet Unifon.

## Utilisation
La lettre oy est utilisée pour représenter la diphtongue [ɔɪ] dans l’alphabet Unifon de John R. Malone dans ses premières versions développées dans les années 1950.
Elle a initialement la forme d’un O fusionné avec un I, avec une demi barre entre le centre du O et le I : . Elle a notamment été utilisée avec cette forme dans le programme d’alphabétisation en langues hupa, tolowa et yurok dans les années 1980.
Elle aura ensuite la forme d’un O avec une demi barre verticale supérieur : .

## Représentation informatique
Cette lettre ne possède pas de représentations Unicode.
| formes   | représentations | chaînes de caractères | points de code |
| -------- | --------------- | --------------------- | -------------- |
| capitale |                 | —                     | —              |

## Sources
- (en) Michael Everson, Preliminary proposal to encode Unifon characters in the UCS, 28 janvier 2012 (lire en ligne)
- (en) Michael Everson, Revised proposal to encode Unifon characters in the UCS, 24 février 2014 (lire en ligne)